# E806

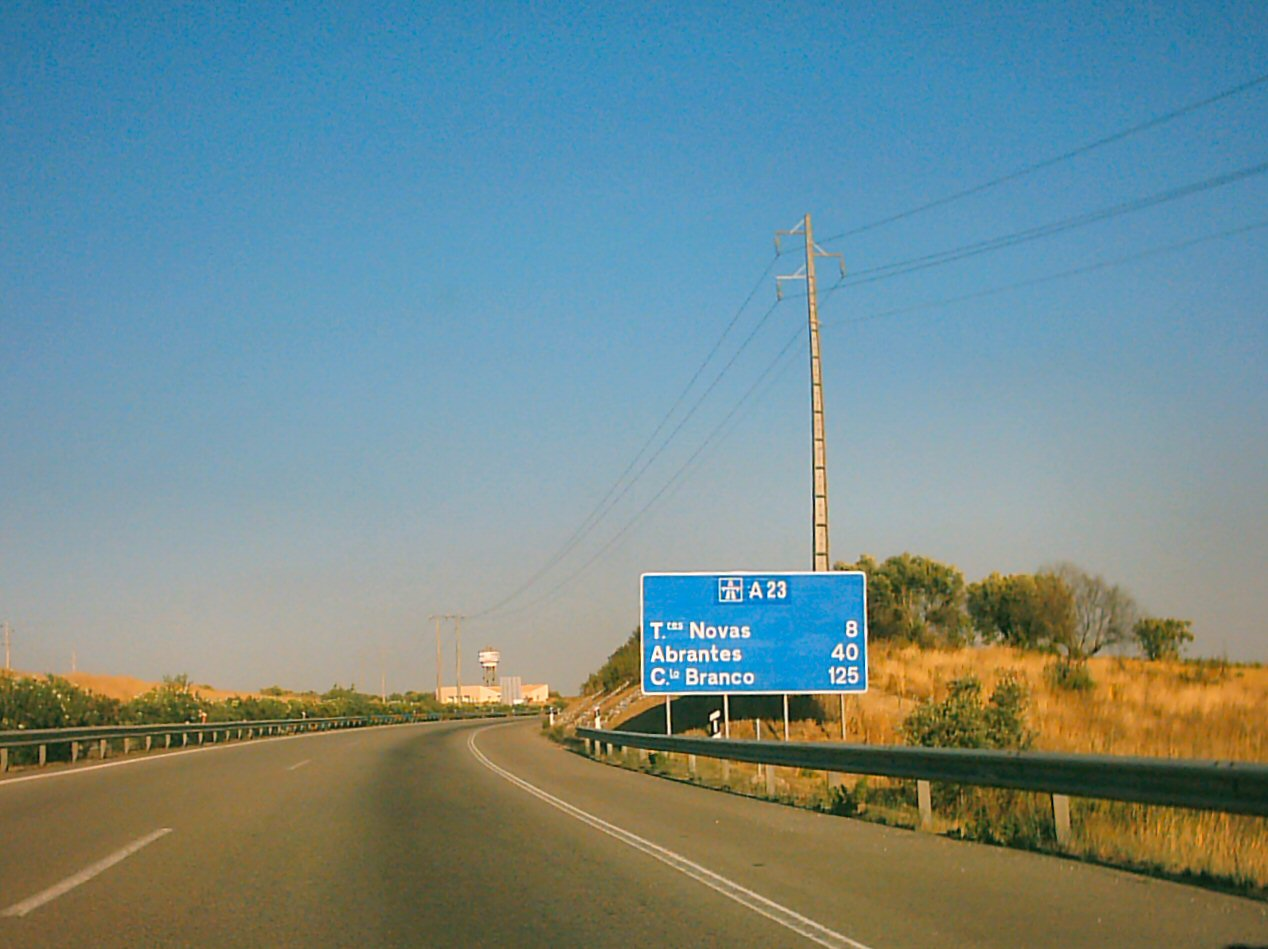
E806/A23 nära Torres Novas

E806 eller Europaväg 806 är en europaväg som går mellan Torres Novas och Guarda i Portugal. Längd cirka 230 km.

## Sträckning
Torres Novas - Abrantes - Guarda

## Standard
Vägen är motorväg (A23) större delen av sträckan. 

## Anslutningar till andra europavägar
- E1
- E80
- E802